# Андрій Масальський
Анджей Масальський (*Andrzej Massalski, д/н — 1651/1652) — князь власного гербу Масальських, державний діяч, воєвода часів Речі Посполитої.

## Життєпис
Походив зі впливового князівського роду Масальських на Олекшичах, що була Гродненською гілкою Рюриковичів. Син Федора Масальського, маршалка господарського і поборци (колектора) гродненського, та Богдани Лукомської. Виховано в католицькій вірі.
У 1618 році призначається на посаду маршалка Гродненського. Отримав від короля Сигізмунда III призначення сенатором. 1627 року стає каштеляном Берестя. На цій посаді перебував до 1643 року. Під час своєї каденції підписав протест проти рішення конвакційного сейму 1632 року, що гарантував свободу віросповідування.
У 1643—1645 роках був воєводою мінським. Після смерті берестейського воєводи Теофіла Тризни обійняв його посаду. Як сенатор і воєвода брав участь в елекційному сеймі 1648 року, на якому було обрано королем Яна II Казимира. Того ж року підтримав звинувачення проти православного діяча Афанасія Филиповича, якого було страчено. Був берестейським воєводою до самої смерті, що сталося наприкінці 1651 або на початку 1652 року.

## Родина
1. Дружина — Ельжбета, донька Яна Вейхера, воєводи Хелмінського
Діти:
- Станислав (д/н—1670), підкоморій Гродненський
- Ізабелла, дружина Лукаша Войни, хорунжого Вовлковиського

2. Христина, донька, Януша Тишкевича, воєводи Київського
Діти:
- Казимир Остафій (д/н—1656), королівський урядник
- Марцибела
- Ганна